# Poblete (apellido)
El apellido Poblete es de origen ibérico, originario de las montañas de León (Llión, en leonés; León, en gallego), provincia española situada en el noroeste de la comunidad autónoma de Castilla y León y su capital es la ciudad de León. Que fuera llevado hacia Valencia a solo 317,81 km de la Ciudad de Origen. Y a Cataluña según manuscritos del siglo XVI.
El apellido Poblete  "Repertorio de Blasones de la Comunidad Hispánica" de Don Vicente de Cadenas y Vicent, eso significa que el linaje Poblete tiene armas oficiales certificadas por Rey de Armas. Dicho Repertorio de Blasones de la Comunidad Hispánica es la mayor obra de heráldica española. En dicha obra se han incluido el contenido de muchos manuscritos de la Biblioteca Nacional de Madrid y correspondientes a Minutarios de Reyes de Armas y recoge apellidos que como Poblete son españoles o muy vinculados por unas u otras razones a España, por lo que los del apellido Poblete están en esta tesitura. También se suman millares de escudos heráldicos y heráldica procedentes de varias Secciones del Archivo Histórico Nacional, así como de la Real Chancillería de Valladolid, Salas de los Hijodalgos y de Vizcaya, etc. En resumen, los del apellido Poblete han realizado alguna prueba de nobleza o hidalguía. Comprende apellidos como Poblete de una extensa geografía universal pero que formaban parte de la Comunidad Ibérica.
Julio de Atienza, en su "Nobiliario Español", recoge la heráldica e historia del apellido Poblete. Esta obra es de gran importancia para la heráldica ya que recoge la historia, pruebas de nobleza e hidalguía de los apellidos y linajes entre los que está el apellido Poblete. También figura el apellido Poblete en el "Diccionario Heráldico y Nobiliario de los Reinos de España" de Fernando González Doria, aunque presenta menos datos del apellido Poblete que el "Nobiliario Español".
La muy completa historia y heráldica del apellido Poblete aparece en la magna "Enciclopedia Hispanoamericana de Heráldica, Genealogía y Onomástica" escrita por Francisco Rafael de Uhagón, Marqués de Laurencín (1858–1927), en la obra de Vicente de Castañeda y Alcover (1884–1958) "Enciclopedia histórica y genealógica hispano-americana".
Cabe resaltar la existencia del Municipio de Poblete, en la provincia de Ciudad Real, comunidad autónoma de Castilla-La Mancha. Su nombre proviene del latín populetum, que puede significar alameda o arboleda de olmos. Fue aldea del Castillo de Alarcos en los tiempos inmediatos a la Reconquista de España de los Moros y hasta que Alfonso X la incluyó dentro de los términos que otorgó a Villa Real. Desde entonces y hasta finales del siglo XVII y principios del XVIII estaba considerado como un simple cortijo o quintería, fecha en la que los labradores de Ciudad Real que allí tenían tierras, solicitaron licencia y terrenos de su ejido al ayuntamiento para edificar sus casas y realizar con más comodidad sus labores. Poblete logra su independencia en 1843.
El Real Monasterio de Santa María de Poblet (en catalán: Reial Monestir de Santa Maria de Poblet) o, simplemente monasterio de Poblet. Localizado en la comarca de la Cuenca de Barberá, en el término municipal de Vimbodí y Poblet, en Tarragona (España), creado por Ramón Berenguer IV, conde de Barcelona, que lo entregó a los monjes bernardos de la abadía de Fontfroide en el año 1149. Fue panteón real de la Corona de Aragón, desde finales del siglo XIV hasta la unión de la casa real de Aragón con la de Castilla a finales del siglo XV.
Entre los descendientes de los Poblete en América están:
Isabel Arias Dávila y Poblete (Nacida en España murió en 1566) casada con Don Juan Vázquez de Coronado y Anaya (1523–1565) Gobernador de Nueva Galicia en México.
Alonso de la Cerda y Poblete (1599–1680). Bautizado en San Pedro Apóstol en Ciudad Real en 1599. Pasó a Perú en 1620 y a Chile en 1621. Militar en la Guerra de Arauco en la batalla de Cangrejeras en 1630. Declarado Benemérito del Reino por título de la Real Audiencia.
Lucas Poblete, constructor de la Catedral de Arequipa (muerto en 1876). El 15 de diciembre de 1844 se inicia las obras de reconstrucción, bajo la dirección del obispo José Sebastián de Goyeneche y Barreda, y su hermano Juan Mariano de Goyeneche. Una parte de ella fue reconstruida sobre la antigua iglesia de San Juan (destruido en 1784). La construcción terminó en 1868.
Egidio Poblete Escudero, historiador chileno, autor de "Correspondencia en torno a la Eneida" en 1987.
Blasones:
En las montañas de León: En campo de oro, un pino de sinople.
Valencia: En campo de azur, un unicornio de plata. El azur corresponde al símbolo del agua, de la continuidad de la vida, es un color de nobleza, belleza, castidad y fidelidad, además otras virtudes caracterizaban a la familia, tales como la abundancia económica, la perseverancia, la suerte, la fama y el afán de victoria.
Los Poblete tienen o tuvieron radicación, en lugares tales como:
Europa
- España (Ciudad Real, Castilla, Cataluña, Valencia)
- Francia (Estrasburgo, Lyon, París, Versalles, Saint Etienne)
- Portugal (Lisboa, Miranda do Douro, Loulé)
- Italia (Milán, Napolés,. Roma)

América del Sur
- Argentina (85%)
- Chile     (67%)
- Perú      (12%)

América del Norte
- México (40%)

Asia
- Filipinas (38%)
- Tailandia (26%)